# 948 a.C.
948 a.C. foi o ano que precedeu 949 a.C. e sucedeu 947 a.C..